# Washington County, Indiana

För andra countyn med samma namn, se Washington County.  
 Washington County är ett county i södra delen av delstaten Indiana. Den administrativa huvudorten (county seat) är Salem som ligger cirka 140 km söder om delstatens huvudstad Indianapolis och cirka 40 km nordväst om gränsen till delstaten Kentucky. Countyt har fått sitt namn efter George Washington, USA:s förste president. 

## Geografi
Enligt United States Census Bureau så har countyt en total area på 1 388 km². 1 383 km² av den arean är land och 5 km² är vatten. 

### Större städer och samhällen
- Salem, med cirka 6 200 invånare
- New Pekin